# Kanganahalli, Chitapur
Kanganahalli là một làng thuộc tehsil Chitapur, huyện Gulbarga, bang Karnataka, Ấn Độ.